# Móró
Móró románul: Morău, falu Romániában, Erdélyben, Kolozs megyében.

## Fekvése
Dobokától északra fekvő település.

## Története

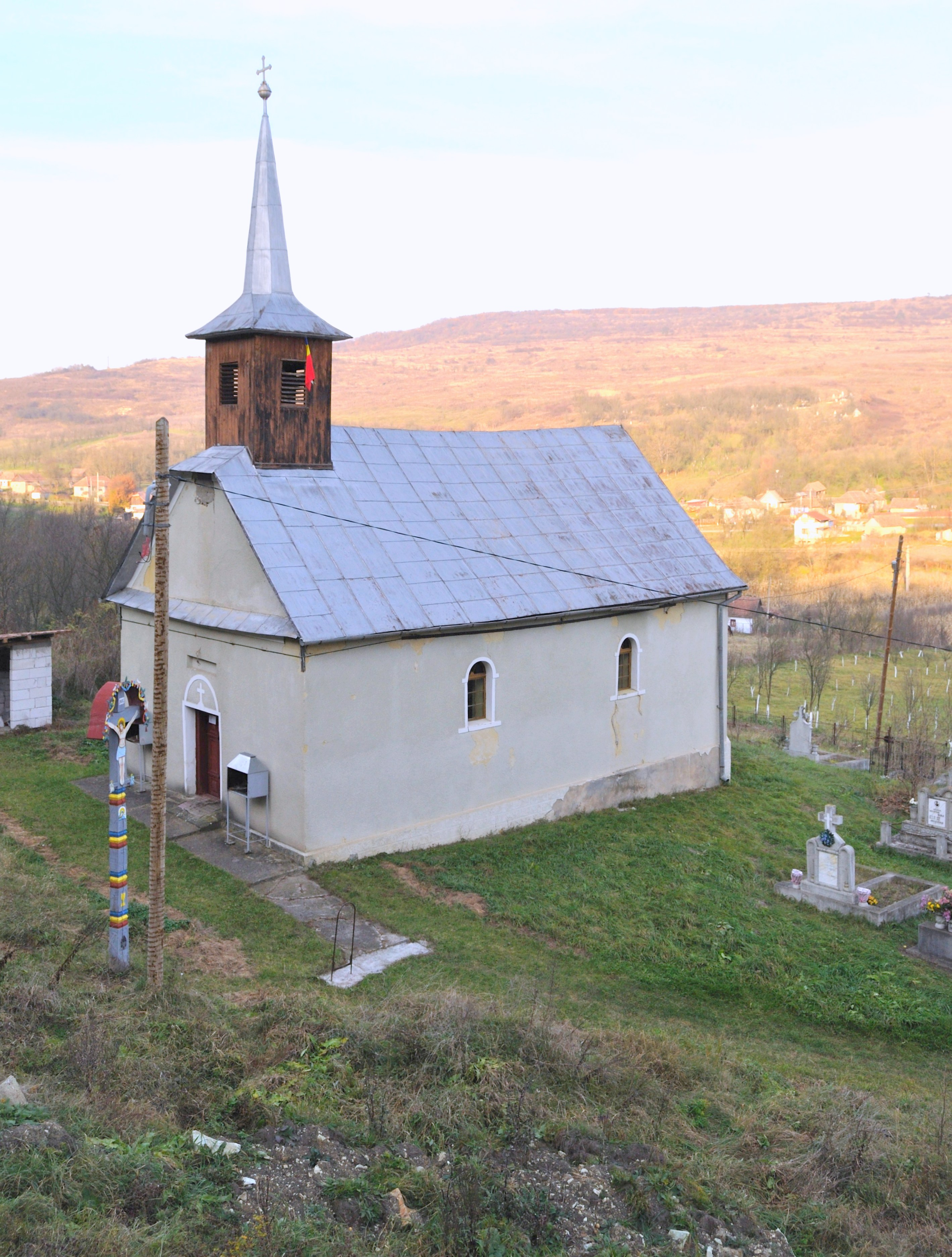
Móró görögkatolikus temploma

Móró, Maró nevét 1335-ben említette először oklevél Moro néven, mint a Kökényes-Radnót nemzetségből való Dobokai Mikud bán fiai Miklós fiainak birtokát.
1440-ben Marai Miklós volt említve, 1440-ben pedig V Dobokai Lökös János és fia Bálint Maro birtokbeli részét zálogba adta Dobokai Miklósnak. Ugyancsak 1440-ben Marai Gergely fiai: Mihály és László Gyulán voltak részbirtokosok. Az oklevelekben 1455-ben Marai Albert, 1459-ben pedig Marai Albert voltak említve.
1492-ben Dobokát László fiának Májadi Mihálynak fia Miklós átengedte Maró egy részét Kendi Antalnak és fiának Gábornak.
1586-ban Kendy Gábort említették, mint a falu egyik birtokosát, majd később a Haller családé lett, és az övék volt egészen 1632-ig, mikor az örökös nélkül elhalt Haller Zsigmond birtokát a fejedelem Kovacsóczy Istvánnak adományozta.
1641-ben kincstári birtok, 1694-től pedig a Telekieké volt.
A trianoni békeszerződés előtt Szolnok-Doboka vármegye Szamosújvári járásához tartozott.
1910-ben 362 lakosából 7 magyarnak, 355 románnak vallotta magát. Ebből 355 görögkatolikus, 7 izraelita volt.
Móró birtokosai a kezdetekben magyarok voltak, de Mátyás király idejében már román lakossága volt.

## Források

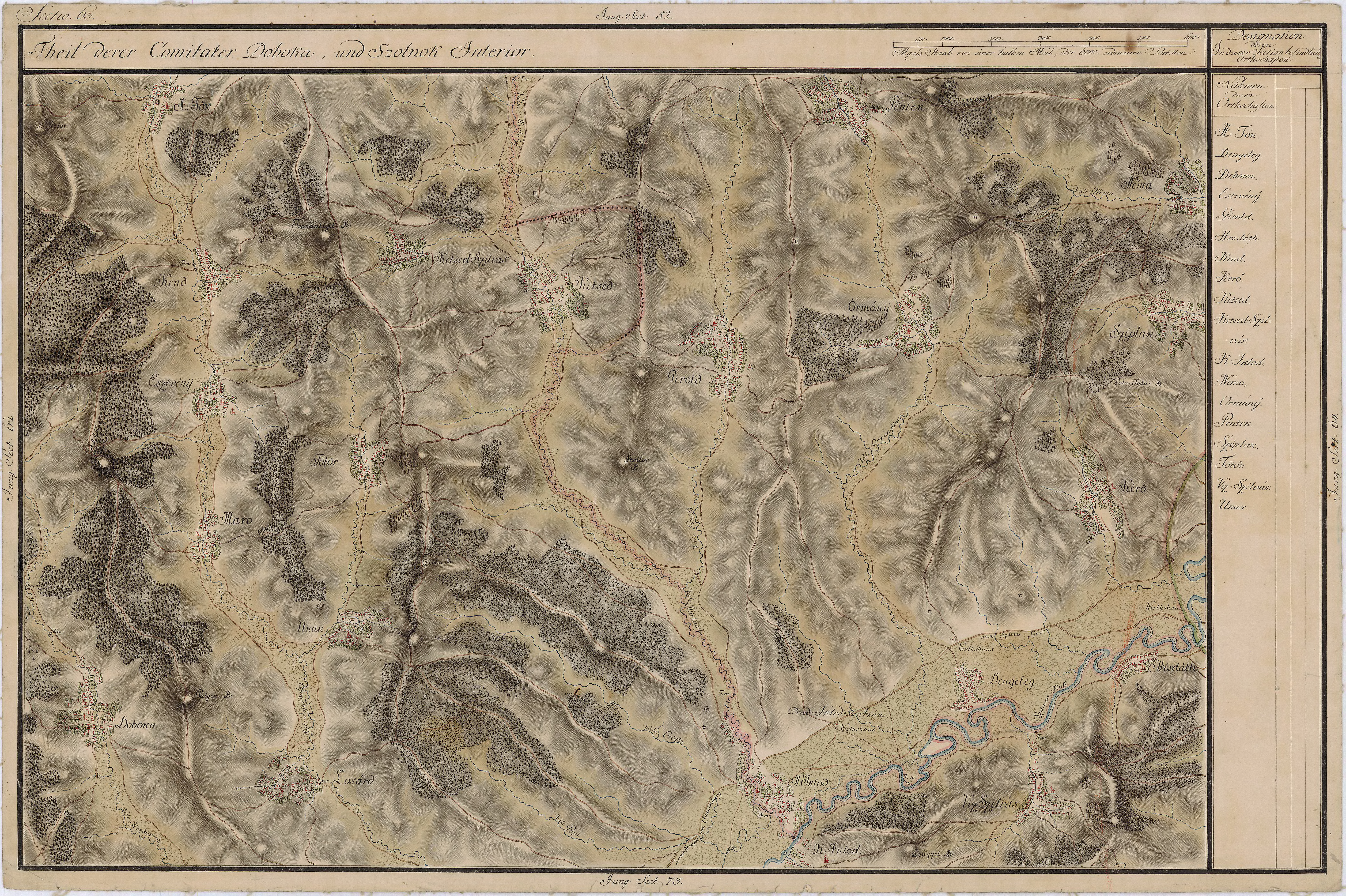
Móró egy régi térképen